# Schoval
Schoval (hebräisch שׁוֹבָל Schoval), benannt nach einem Sohn Se'irs in 1. Chronik 4,1, ist ein Kibbuz in der nördlichen Negev-Wüste im Südbezirk von Israel. Der Kibbuz liegt in der Nähe der Beduinen-Stadt Rahat und fällt unter die Zuständigkeit der Regionalverwaltung B’nei Schimʿon.
Der Kibbuz wurde am 6. Oktober 1946 als Teil des Elf-Punkte-Programms in der Negev gegründet. Die Bevölkerung von Schoval beträgt 802 Menschen (Stand 2018), von denen circa 200 Kibbuz-Mitglieder sind.
Im Jahr 1956 wurden Beduinen (Palästinenser), die damals israelischer Militärherrschaft unterstanden, vertrieben, damit der Kibbuz ihr Land übernehmen konnte. Sie wurden nach Wadi Hiran umgesiedelt. Einige zogen in den nahegelegenen Ort Hura, die anderen in das Dorf Umm al-Hiran. Israel hatte sie einerseits dorthingeschickt, andererseits die Existenz des Dorfes jedoch nicht anerkannt. Im Jahr 2002 entschied die israelische Regierung, auf dem Land von Umm al-Hiran eine jüdische Siedlung zu errichten, und begann, die Bewohner erneut zu vertreiben.